# PAKU2グルメんぼ
『PAKU2グルメんぼ』（パクパクグルメんぼ）は、
1998年10月15日から1999年3月11日までテレビ朝日系列局で放送されていたテレビ朝日制作の情報バラエティ番組である。
放送時間は毎週木曜 19:00 - 20:00 （日本標準時）。
前番組『グルメな冒険 お願い!リストランテ』と同様に料理を題材にしていた。

## スタッフ
- 企画

：岡田亮(テレビ朝日)、長尾忠彦
- プロデューサー

：太田伸（テレビ朝日）、牛丸謙壱
- ディレクター

：福浦与一（IVSテレビ制作）
- 制作　IVSテレビ制作

- 制作著作 テレビ朝日

## エンディングテーマ
- さよならのかけら（小松未歩、1999年1月 - 1999年3月）

| テレビ朝日系列 木曜19:00枠                                          | テレビ朝日系列 木曜19:00枠                         | テレビ朝日系列 木曜19:00枠                                          |
| 前番組                                                              | 番組名                                             | 次番組                                                              |
| ------------------------------------------------------------------- | -------------------------------------------------- | ------------------------------------------------------------------- |
| グルメな冒険 お願い!リストランテ （1997年10月16日 - 1998年9月24日） | PAKU2グルメんぼ （1998年10月15日 - 1999年3月11日） | 暴れん坊将軍 （1999年4月15日 - 1999年9月30日） ※土曜20:00枠から移動 |

| スタブアイコン | サブスタブ | この項目は、まだ閲覧者の調べものの参照としては役立たない、テレビ番組に関連した書きかけの項目です。この項目を加筆・訂正などしてくださる協力者を求めています（P:テレビ/PJ:放送または配信の番組）。 |